# Embletonia
Famille
Genre
Embletonia, unique représentant de la famille des Embletoniidae, est un genre de mollusques de l'ordre des nudibranches.

## Classification
Selon World Register of Marine Species, on compte deux espèces :
- Embletonia gracilis Risbec, 1928
- Embletonia pulchra (Alder & Hancock, 1844)